# China International Aviation & Aerospace Exhibition
La China International Aviation & Aerospace Exhibition, también conocida como Airshow China, es la Exhibición de vuelo más importante de China.